# Grob svetog Petra
Grob svetog Petra ili Apostolski trofej (lat. Trophaeum Apostolicum) nalazi se u vatikanskim grotama, ispod papinskog oltara u bazilici svetog Petra. Pogrebni kompleks nalazio se ispod zemljanog nasipa koji je služio kao temelj za izgradnju bivše bazilike sv. Petra za vrijeme vladavine Konstantina I. oko 330. godine.
Na ovom mjestu pronađene su razne kosti, ali nakon dva arheološka iskapanja, papa Pio XII. je u prosincu 1950. izjavio da se ne može sa apsolutnom sigurnošću potvrditi da ostaci pripadaju apostolu Petru. Međutim, nakon otkrića nekih natpisa i proučavanja kostiju, papa Pavao VI. je 26. lipnja 1968. objavio da su svečeve relikvije uvjerljivo identificirane.